# Kershaw megye
Kershaw megye az Amerikai Egyesült Államokban, azon belül Dél-Karolina államban található. Megyeszékhelye és legnagyobb városa Camden. Lakosainak száma 65 403 fő (2020. április 1.). Kershaw megye Lancaster, Chesterfield, Darlington, Lee, Sumter, Richland és Fairfield megyékkel határos.

## Népesség
A megye népességének változása:
| Lakosok száma | 61 687 | 62 043 | 62 200 | 62 516 | 63 603 | 65 403 |
|               | 2010   | 2011   | 2012   | 2013   | 2015   | 2020   |